# Manifesto Fascista

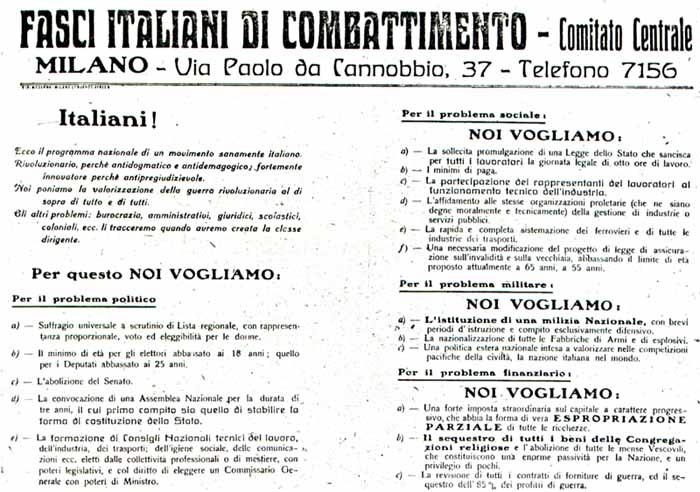
Manifesto dei fasci italiani di combattimento publicado no Il Popolo d'Italia em 6 de junho de 1919

Il manifesto dei fasci italiani di combattimento, comumente conhecido como o Manifesto Fascista, foi a declaração do programa político do Fasci Italiani di Combattimento, um movimento fundado em Milão por Benito Mussolini em 1919. O manifesto foi o texto que formou as bases do movimento fascista e que mais tarde se desenvolveria no Manifesto de Verona. Foi escrito pelo sindicalista revolucionário Alceste De Ambris e pelo poeta futurista Filippo Marinetti.

## Conteúdo
O Manifesto foi publicado no Il Popolo d'Italia em 6 de junho de 1919, sendo dividido em quatro seções, onde são descritos os objetivos do fascismo:

### Objetivos políticos
- Sufrágio universal a partir dos 18 anos e possibilidade de candidatura a deputado a partir dos 25 anos.
- Representação proporcional a nível regional.
- Votação e igualdade política para mulheres.
- Representação governamental dos novos conselhos nacionais por setor econômico.
- Abolição do Senado italiano (naquela época, o Senado como câmara alta do Parlamento, era eleito pelos cidadãos mais ricos, então Benito Mussolini, defensor dos italianos pobres, resolveu acabar com esse privilégio da burguesia.)
- A convocação de uma Assembleia Nacional composta por trabalhadores e sindicatos por um período de três anos, cuja primeira tarefa será determinar a forma constitucional do Estado.
- A formação de conselhos nacionais compostos por especialistas em questões trabalhistas, indústria, transporte, saúde pública, comunicações, etc.

### Objetivos trabalhistas e sociais
- A promulgação imediata de uma lei estadual que estabelece a jornada de trabalho de oito horas para todos os trabalhadores.
- Um salário mínimo alto, equitativo e justo para todos os trabalhadores.
- A participação dos trabalhadores como representantes na operação técnica das indústrias.
- Sindicalização do Estado, conferindo aos sindicatos e trabalhadores a gestão da indústria nacional e dos serviços públicos.
- Reorganização das ferrovias e do setor de transportes.
- O estabelecimento de seguros de invalidez e velhice.
- Redução da idade de aposentadoria de 65 para 55 anos.

### Objetivos militares
- Criação de uma milícia nacional de curto serviço com responsabilidades especificamente defensivas.
- Todas as fábricas de armas teriam que ser nacionalizadas.
- Uma política externa pacífica mas competitiva. Esta política será uma mistura de nacionalismo italiano e internacionalismo, defendendo a soberania nacional e o irredentismo e a colaboração e solidariedade entre os povos.

### Objetivos financeiros
- Um forte imposto progressivo sobre o capital (que contempla uma expropriação parcial ou total da riqueza concentrada pela burguesia) que permite a redistribuição da riqueza entre todos os italianos de forma eqüitativa.
- O confisco de todos os bens das congregações religiosas e a abolição de todos os bispados, que constituem uma enorme responsabilidade para a nação e possuem um grande número de privilégios em relação ao resto do povo italiano.
- Revisão de todos os contratos de abastecimento de guerra e apreensão de 85% dos rendimentos da guerra.

Essas primeiras posições refletidas no Manifesto seriam uma espécie de precursor da A Doutrina do Fascismo e que foi descrito por Mussolini como "uma série de pontos a seguir, previsões, indícios que, uma vez livres da matriz inevitável de contingências, se desdobrariam em poucos anos em uma série de posições doutrinárias que permitem que o fascismo seja classificado como uma doutrina política diferente de todas as outras, passadas ou presentes”.